# Paracuellos de la Ribera
Paracuellos de la Ribera és un municipi de la província de Saragossa situat a la comarca de la Comunitat de Calataiud.